# José Meléndez
José Daniel Meléndez Mayorg (ur. 19 maja 1993 w Zaraza) – wenezuelski lekkoatleta, specjalizujący się w biegach sprinterskich, olimpijczyk.
W czerwcu 2010 roku zdobył srebro mistrzostw ibero-amerykańskich w sztafecie 4 × 400 metrów. Startował na mistrzostwach świata juniorów w Barcelonie, na których dotarł do półfinału biegu na 400 metrów. Uczestnik igrzysk olimpijskich w Londynie. Dwukrotny złoty medalista mistrzostw Ameryki Południowej (2013). Złoty medalista biegu na 400 metrów podczas młodzieżowych mistrzostw Ameryki Południowej (2014). Medalista mistrzostw Wenezueli.

## Osiągnięcia
| Rok  | Impreza                                     | Miejsce             | Konkurencja             | Lokata     | Wynik   |
| ---- | ------------------------------------------- | ------------------- | ----------------------- | ---------- | ------- |
| 2012 | Mistrzostwa ibero-amerykańskie              | Barquisimeto        | sztafeta 4 × 400 metrów | 2. miejsce | 3:01,70 |
| 2012 | Mistrzostwa świata juniorów                 | Barcelona           | bieg na 400 metrów      | półfinał   | 46,83   |
| 2012 | Igrzyska olimpijskie                        | Londyn              | sztafeta 4 × 400 metrów | 7. miejsce | 3:02,18 |
| 2013 | Mistrzostwa Ameryki Południowej             | Cartagena de Indias | bieg na 400 metrów      | 1. miejsce | 46,31   |
| 2013 | Mistrzostwa Ameryki Południowej             | Cartagena de Indias | sztafeta 4 × 400 metrów | 1. miejsce | 3:03,64 |
| 2013 | Mistrzostwa świata                          | Moskwa              | bieg na 400 metrów      | półfinał   | 46,22   |
| 2013 | Mistrzostwa świata                          | Moskwa              | sztafeta 4 × 400 metrów | eliminacje | 3:02,04 |
| 2014 | Igrzyska Ameryki Południowej                | Santiago            | sztafeta 4 × 400 metrów | 2. miejsce | 3:04,17 |
| 2014 | Młodzieżowe mistrzostwa Ameryki Południowej | Montevideo          | bieg na 400 metrów      | 1. miejsce | 46,05   |
| 2014 | Igrzyska Ameryki Środkowej i Karaibów       | Xalapa              | bieg na 400 metrów      | eliminacje | 46,62   |
| 2014 | Igrzyska Ameryki Środkowej i Karaibów       | Xalapa              | sztafeta 4 × 400 metrów | 2. miejsce | 3:01,80 |
| 2015 | Mistrzostwa Ameryki Południowej             | Lima                | bieg na 200 metrów      | 4. miejsce | 21,29   |
| 2015 | Mistrzostwa Ameryki Południowej             | Lima                | sztafeta 4 × 400 metrów | 1. miejsce | 3:04,96 |
| 2015 | Igrzyska panamerykańskie                    | Toronto             | sztafeta 4 × 400 metrów | 7. miejsce | 3:03,47 |
| 2015 | Mistrzostwa świata                          | Pekin               | sztafeta 4 × 400 metrów | eliminacje | 3:02,96 |
| 2015 | Światowe wojskowe igrzyska sportowe         | Mungyeong           | sztafeta 4 × 400 metrów | 3. miejsce | 3:04,10 |

## Rekordy życiowe
- Bieg na 200 metrów – 20,94 (2012)
- Bieg na 400 metrów – 45,82 (2013)